# Joachim Wocislaus von Wobeser
Joachim Wocislaus von Wobeser (* 12. Oktober 1685 in Zirchow; † 14. Juli 1746 in Moers) war ein preußischer Generalmajor und Drost zu Moers, Erbherr zu Nieschen, Dresow und Börch.

## Leben

### Herkunft
Er entstammte einer pommerschen Adelsfamilie. Sein Vater war Jakob Wocislaw von Wobeser, Gutsherr auf Zirchow und Bansekow, kurbrandenburgischer Fähnrich a. D. (* 1655 zu Gohren, Kreis Stolp; † 1713). Seine Mutter war Anna, geborene von Berghaus († 12. März 1733 zu Grünwalde). Auch zwei Brüder von ihm waren bei Militär: Christoph Anton († 1749) war Oberst und Kommandeur der Peenemünder Schanze, ein zweiter Peter Ernst war Rittmeister im Regiment „Prinz Friedrich“. Ein weiterer Bruder war preußischer Landrat in Luckenwalde Peter Christian von Wobeser (1687–1759). Ernst Wratislaw Wilhelm von Wobeser war sein Neffe.

### Militärkarriere
Wobeser trat in preußische Diensten und begann seine militärische Karriere im Jahr 1702 als Junker beim Infanterieregiment „Alt-Dohna“. Er kämpfte in den Schlachten bei Höchstädt und Malplaquet und nahm an den Belagerungen von Kaiserswerth, Mons und Oudenarde teil. 1730 wurde er Drost des Fürstentums Moers. Am 13. Mai 1737 wurde er Oberst und Kommandeur des Dossowischen Regiments, worauf er bei dem Flantzischen Regiment zu stehen kam. Im Jahr 1743 erhielt er ein neu errichtetes Garnisonbataillon und im Oktober 1745 avancierte er zum Generalmajor. Er galt als guter Soldat und hielt als General streng auf Disziplin in der Truppe.

### Familie
Seine Ehefrau war eine geborene Heringin oder Haringen, eine bürgerliche aber sehr reiche aus den Niederlanden, die ihrem Gatten ansehnliche Güter im Clevischen zutrug. Sein Sohn Alexander Bogislaus war ebenfalls beim Militär, und seine Tochter Johanna Elisabeth (* 1717) hat den späteren General Friedrich Wilhelm von der Mosel geheiratet.